# کریستین کونستانتین
کریستین کونستانتین (انگلیسی: Christian Constantin؛ زادهٔ ۷ ژانویهٔ ۱۹۵۷) یک بازیکن فوتبال، معمار، و دروازه‌بان (فوتبال) اهل سوئیس است. وی همکنون مدیرعامل باشگاه فوتبال سیون سوئیس است.